# Eva Irmanová
Eva Irmanová (* 6. května 1943, Kolín) je česká historička a hungaristka.

## Vědecká kariéra
Zabývá se především historií Maďarska 19. a 20. století v kontextu střední Evropy. Působí v Historickém ústavu AV ČR a jako pedagožka na Fakultě sociálních věd Karlovy univerzity. Rovněž překládá z maďarštiny do češtiny.
Dne 8. prosince 2010 jí bylo předáno vyznamenání udělené prezidentem Maďarské republiky – Důstojnický kříž Řádu Maďarské republiky za zásluhy.

## Publikace
- Kádárismus jako fenomén socialismu. Praha: Historický ústav AV ČR, 1992. 280 s. ISBN 80-85268-60-4.
- Kádárismus : vznik a pád jedné iluze. Praha: Karolinum, 1998. 194 s. ISBN 8071844365.
- Maďarsko a versailleský mírový systém. Ústí nad Labem: Albis International, 2002. 410 s. ISBN 80-86067-62-9.
- Maďarská menšina na Slovensku a její místo v zahraniční politice Slovenska a Maďarska po roce 1989. Ústí nad Labem: Albis International, 2005. 318 s. ISBN 80-86067-67-X.
- Maďarsko v éře sovětizace. Ústí nad Labem: Albis International, 2008. 380 s. ISBN 978-80-86971-99-5.